# Magdalena von Wirsberg

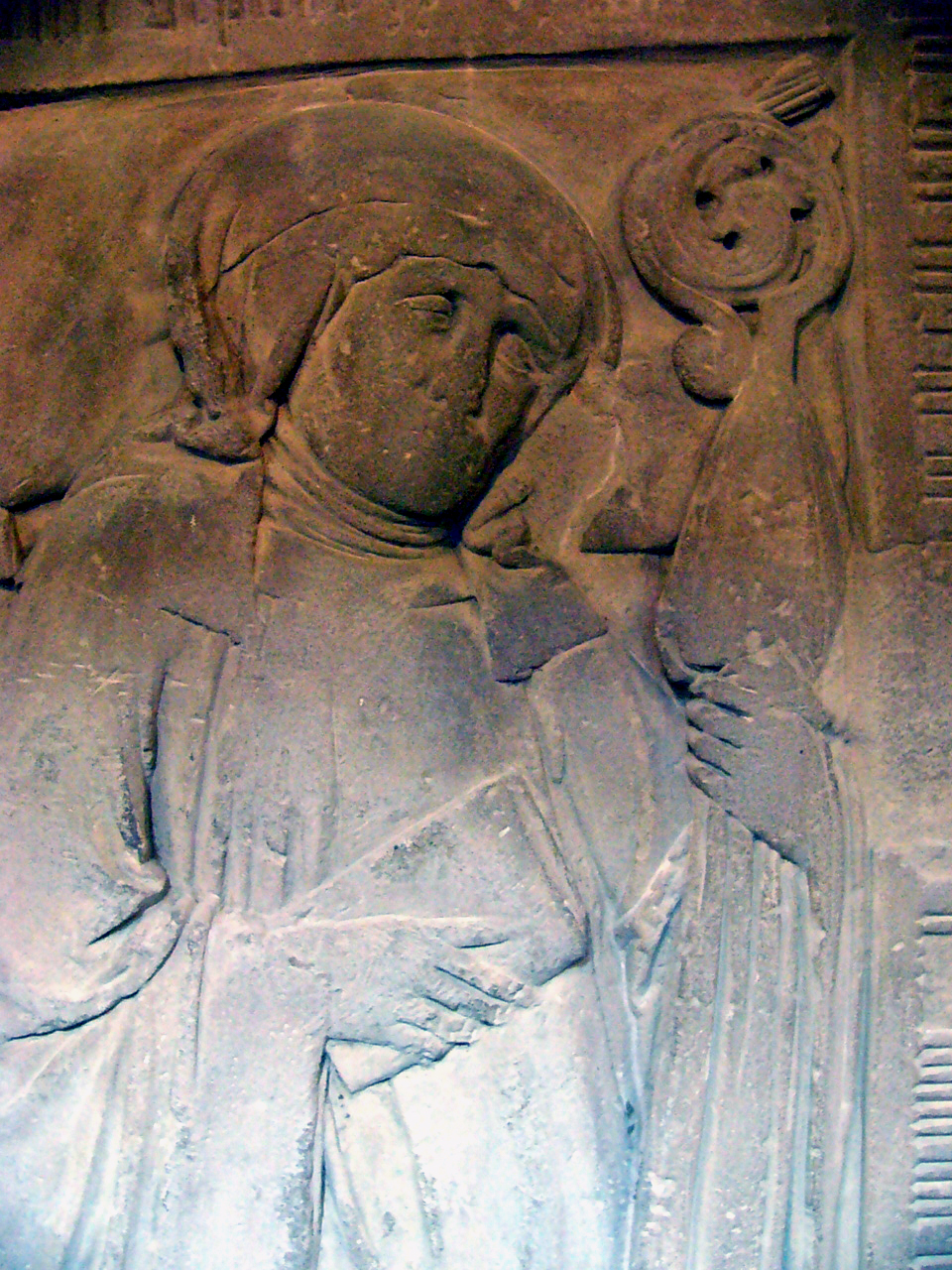
Epitaph der Äbtissin

Magdalena von Wirsberg († 23. April 1522) war Äbtissin des Klosters Himmelkron von 1499 bis 1522.
Magdalena stammte aus der Familie von Wirsberg. Sie ließ die Klosterkirche um einen Flügel erweitern. Eine Inschrift mit ihrem Familienwappen und dem Wappen der Redwitz zeugt im Innenhof des Klosters von ihrer Bautätigkeit im Jahre 1516. Ein Relief mit der Kreuzabnahme Jesu, ebenfalls mit Inschrift und zwei Wappen versehen, wurde ihr 1518 gewidmet. Laut Inschrift auf ihrem Grabmal in der Klosterkirche starb sie am Mittwoch, den 23. April 1522. Das Epitaph stellt sie als zentrales Motiv figürlich dar.

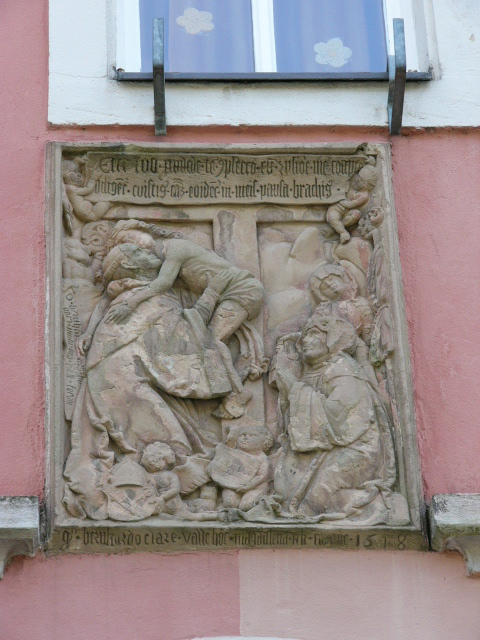
Relief mit Hinweis auf die Bautätigkeit 1518
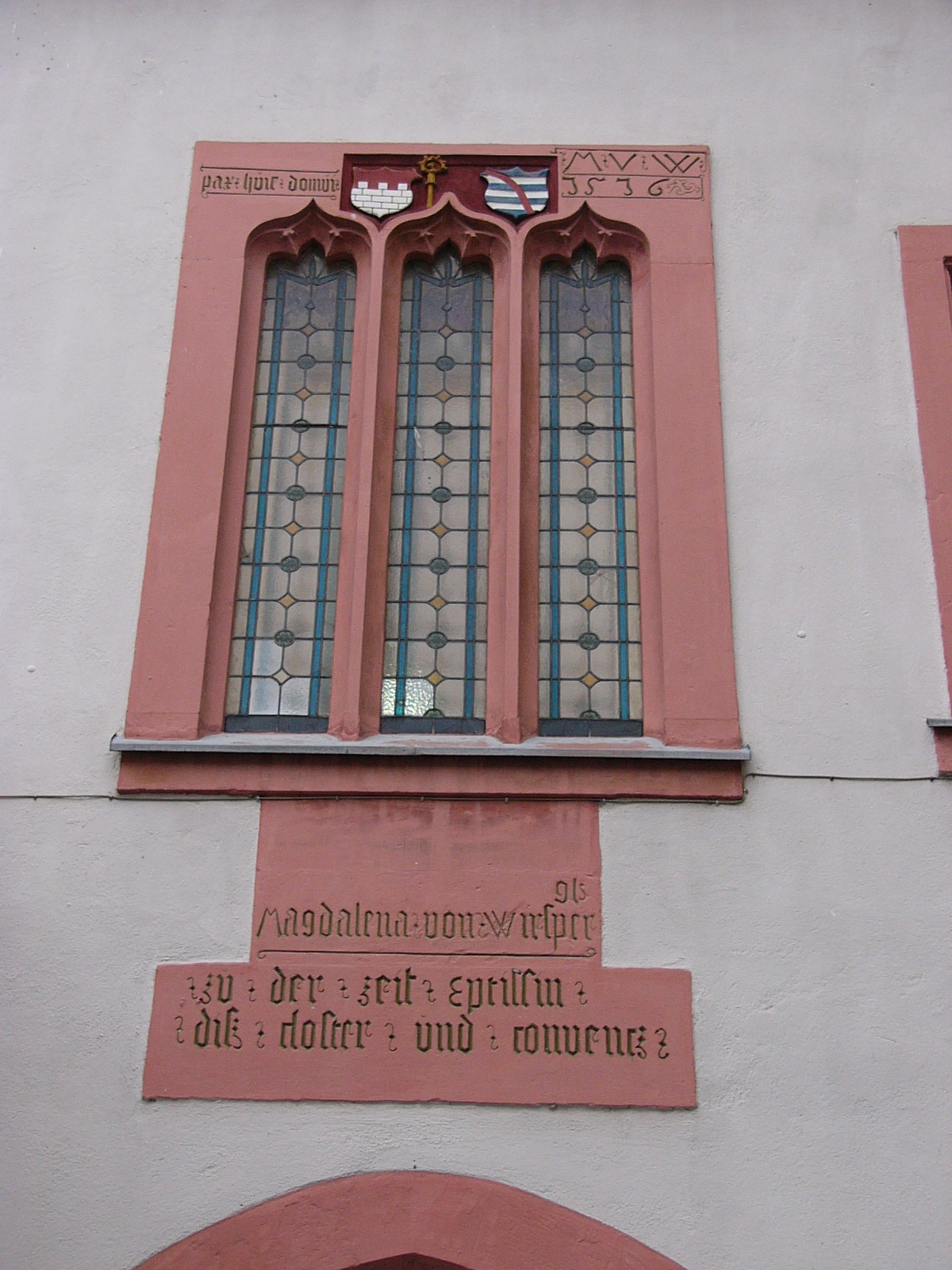
Wappen an der Hofinnenseite